# Мозг
Мозг — центральный отдел нервной системы животных, обычно расположенный в головном (переднем) отделе тела и представляющий собой компактное скопление нейронов и синапсов. У многих животных содержит также глиальные клетки, может быть окружён оболочкой из соединительной ткани. У позвоночных животных (в том числе и у человека) различают головной мозг, размещённый в полости черепа, и спинной, находящийся в позвоночном канале.

## Мозг беспозвоночных животных
Мозг хорошо развит у подавляющего числа групп Bilateria — двусторонне-симметричных животных. Даже у наиболее примитивных в гистологическом отношении бескишечных турбеллярий (сейчас относимых к отдельному типу Acoelomorpha) имеется достаточно сложный головной мозг с кортекс, нейропилем и комиссурами.

## Отделы мозга млекопитающих
Мозг млекопитающих включает в себя следующие отделы:
- Спинной мозг
- Головной мозг
  - Продолговатый мозг
  - Задний мозг
    - Мозжечок — координации движений
    - Варолиев мост
    - Перешеек ромбовидного мозга

  - Средний мозг
  - Промежуточный мозг
    - Таламус — перераспределение информации от органов чувств, за исключением обоняния
    - Гипоталамус — высший центр вегетативной нервной системы, центр эндокринной регуляции
    - Шишковидное тело
    - Гипофиз

  - Конечный мозг
    - Кора больших полушарий (левого и правого)
      - Аллокортекс
        - Древняя кора — регуляция простейших функций, например раскрытие глаз и т. д.
        - Старая кора — регуляция вегетативных функций, при инстинктивном поведении, возникновении эмоций

      - Новая кора — высшие нервные функции

    - Базальные ганглии — регуляция двигательных и вегетативных функций
    - Обонятельный мозг
      - Гиппокамп — формирование эмоций, консолидация памяти

См. полный список структур мозга.

## Разум и мозг
В философии сознания различаются понятия разум и мозг и отмечаются противоречия относительно их точных отношений, что приводит к проблеме «разум—тело».
Мозг определяется как физическая и биологическая материя, содержащаяся в пределах черепа и ответственная за основные электрохимические и биоэлектрические нейронные процессы. С точки зрения современной науки мозг представляет собой сложнейшую нервную сеть, производящую и обрабатывающую огромное количество логически связанных электрохимических импульсов. Внутренний мир человека, в том числе его разум, является продуктом этой работы.
В современном научном сообществе точка зрения, что разум — продукт работы мозга, является главенствующей. Так же считают сторонники искусственного интеллекта.
Кроме того, имеют место высказывания о том, что разум компьютероподобен и алгоритмичен. Точки зрения «порождаемость разума мозгом» и «компьютероподобие разума» не обязательно сопутствуют друг другу.

## Размер мозга у млекопитающих
Масса мозга (кг) как функция массы тела (Мт, кг) для различных групп млекопитающих.
| Группы животных           | Коэффициент энцефализации |
| ------------------------- | ------------------------- |
| Млекопитающие             | 0,02 Мт0,70               |
| Обезьяны                  | 0,02—0,03 Мт0,66          |
| Человекообразные обезьяны | 0,03—0,04 Мт0,66          |
| Человек                   | 0,08—0,09 Мт0,66          |

### Изменения в размерах
Исследования показывают, что у одомашненных американских норок относительный размер мозга уменьшился по сравнению с дикими предками. Однако, когда некоторые из этих норок сбежали и стали дикими, их мозг почти вернулся к прежним размерам. Это необычное явление, так как обычно у одомашненных животных размер мозга не восстанавливается после одичания. Установлено, что относительный объём черепной коробки у одичавших норок почти равен объёму у диких норок. Это свидетельствует о том, что одичавшим норкам удалось компенсировать потери в размере мозга, связанные с одомашниванием.
Исследования ученых из Венского университета и Национального музея Шотландии показали, что мозг современных домашних кошек стал меньше по сравнению с их дикими предками. Это произошло в течение последних 10 тысяч лет, постепенно, вследствие одомашнивания. Ученые полагают, что только те дикие кошки, у которых была меньшая возбудимость и страх, поддавались одомашниванию. Это привело к изменениям в строении тела, реакциях и повадках домашних кошек, а также к уменьшению размеров черепной коробки и мозга. Подобная тенденция также наблюдается у собак, овец и кроликов. Вопрос о влиянии уменьшения мозга на интеллектуальные способности животных и их поведение требует дальнейших исследований.
Ученые обнаружили, что размер мозга человека увеличился в течение шести миллионов лет, но за последние три тысячелетия он начал уменьшаться. Исследователи предполагают, что это связано с социальными изменениями, такими как глобализация, кооперация и разделение труда. Мозг является энергоемким органом, требующим большого количества ресурсов, поэтому сокращение его размеров может быть результатом адаптации к новым условиям выживания. Ученые использовали моделирование на основе муравьев и изучение ископаемых черепов, чтобы подтвердить свою гипотезу.

## История изучения мозга
Начало современной науке о мозге было положено в начале XX века двумя открытиями: анализом рефлекторных актов и обнаружением локализации функций в коре головного мозга. На основе этих открытий предположили, что простые приспособительные непроизвольные движения осуществляются благодаря рефлекторной дуге сегментарного уровня, проходящей через нижние отделы мозга, а сознательное восприятие и произвольные движения обеспечиваются рефлексами высшего порядка, чья сенсомоторная дуга проходит через высшие отделы мозга.
Ученые из НИУ ВШЭ выяснили, что подавление коры мозга разрешает конфликт мотивов в пользу просоциальности.

### Комментарии
1. ↑  Эффективность работы мозга связана не с его размерами или массой, а с количеством нейронов и синапсов[10]:
  - муха-дрозофила (250000 нейронов и 10 млн синапсов)
  - мышь (71 млн нейронов и около миллиарда синапсов)
  - кролик и осьминог (полмиллиарда нейронов)
  - кошки и сороки (800 млн нейронов)
  - собаки и свиньи (2,2 млрд),
  - орангутанг и горилла (32 млрд нейронов)
  - человек (86 млрд нейронов и примерно 150 трлн синапсов)

### Сноски
1. ↑  Amandine Bery, Albert Cardona, Pedro Martinez, Volker Hartenstein. Structure of the central nervous system of a juvenile acoel, Symsagittifera roscoffensis. Dev Genes Evol. 2010, 220(3-4): 61—76
2. ↑  Newman J. Psychological Theory // Bulletin of Psychological Type, Vol. 14, № 2, Spring 1991.Реферативный перевод на русский язык Архивная копия от 22 марта 2012 на Wayback Machine
3. ↑  Дуализм Рене Декарта Архивная копия от 10 февраля 2009 на Wayback Machine (недоступная ссылка с 14-06-2016 [3273 дня])
4. ↑  Батуев А. С. Высшая нервная деятельность. М.: Высшая школа, 1991.
5. ↑  Ревич Ю. В. В поисках разума. Искусственного: (Проблема создания искусственного интеллекта) Архивная копия от 18 мая 2021 на Wayback Machine // Знание — сила. — 2004. — № 7. — С. 83—92.
6. ↑  Мозг как вычислительная машина, 1963, с. 19.
7. ↑  Конструкция мозга, 1962, с. 60.
8. ↑  Сандра Блейксли, Джефф Хокинс. «Об интеллекте».
9. ↑  Stahl W. R. Organ weight in primates and other mammals, Science, 150, 1039—1042, 1965. Таблица приведена в книге Шмидт-Нильсен К.' Размеры животных: почему они так важны?: Пер. с англ. — М.: Мир, 1987. — 259 с, ил..
10. ↑  Лекун, 2021, 78.
11. ↑  Одичавшие норки восстановили уменьшившийся из-за одомашнивания относительный объем мозга. Дата обращения: 22 июля 2023. Архивировано 22 июля 2023 года.
12. ↑  Учёные назвали одомашнивание причиной уменьшения мозга кошек. Дата обращения: 22 июля 2023. Архивировано 22 июля 2023 года.
13. ↑  Ученые узнали, почему за последние три тысячи лет наш мозг уменьшился в размерах. Дата обращения: 22 июля 2023. Архивировано 22 июля 2023 года.
14. ↑  Бодрствующий мозг, 1965, с. 13.
15. ↑  Мозг и его деятельность, 1928, с. 51.
16. ↑  Рефлексы головного мозга, 2014, с. 28.
17. ↑  Мозг и его деятельность, 1928, с. 80.
18. ↑  Подавление коры мозга разрешает конфликт мотивов в пользу просоциальности Архивная копия от 18 декабря 2023 на Wayback Machine / Role of the prefrontal cortex in prosocial and self-maximization motivations: an rTMS study Архивная копия от 18 декабря 2023 на Wayback Machine